# 襄阳路小商品市场

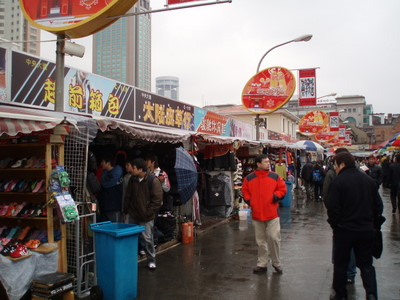
2006年的襄阳路小商品市场

襄阳路小商品市场位於中國上海市徐汇区的襄阳南路，毗邻陕西南路，与繁华的淮海中路一街之隔。

## 历史
其前身是位于华亭路的服饰市场，亦是上海最大的小商品服装鞋帽批发中心之一，每逢周末人流如织、水泄不通，外国游客占了其中很大一部分。不过，襄阳路小商品市场也被称作赝品市场，不少国内外知名品牌的冒牌货品在此出售，上海知识产权局曾到市場進行多次整頓。襄阳路小商品市场在2006年6月被拆除，原址由香港新鸿基地产进行重新发展成為上海环贸广场。